# Sterculia oblonga
Sterculia oblonga é uma espécie de angiospérmica da família Sterculiaceae.
Pode ser encontrada nos seguintes países:  Camarões, Costa do Marfim, Guiné Equatorial, Gabão, Gana, Libéria, Nigéria e Serra Leoa.
Está ameaçada por perda de habitat.